# Rio Caiapó
O rio Caiapó é um curso de água do estado de Goiás, no Brasil. Tem suas nascentes no município de Caiapônia, e sua foz no Araguaia, na divisa dos municípios de Montes Claros de Goiás e Aragarças, próximo ao distrito de Registro do Araguaia. Seus principais afluentes são rio Bonito, rio Piranhas e Ribeirão Santo Antônio (recurso hídrico que abastece a cidade de Iporá).
Durante os meses de junho, julho e agosto, o Caiapó recebe turistas vindos principalmente de Iporá, Goiânia, São Luís de Montes Belos e Brasília.
O rio Caiapó é cortado pelas rodovias GO-221, GO-060 e BR-070.
1. ↑  Canedo, Giovanna Silva;  et al. (2020). «DINÂMICA HISTÓRICA DO USO DA TERRA NO BIOMA CERRADO: IMPLICAÇÕES AMBIENTAIS NA SUB-BACIA DO RIO CAIAPÓ (GO)». Unisul. Revista Gestão & Sustentabilidade Ambientla. 9 (4). Consultado em 9 de setembro de 2024